# هوراشيو كولينز كينغ
هوراشيو كولينز كينغ (بالإنجليزية: Horatio Collins King)‏ هو محامي أمريكي، ولد في 22 ديسمبر 1837 في بورتلاند في الولايات المتحدة، وتوفي في 15 نوفمبر 1918 في بروكلين في الولايات المتحدة.